# Francis Palgrave
Francis Palgrave, född i juli 1788 i London, död den 6 juli 1861 i Hampstead, var en engelsk historieskrivare, far till Francis Turner, William Gifford, Inglis och Reginald Palgrave.
Palgrave var son till en rik judisk börsmäklare, Meyer Cohen, och bar namnet Cohen till 1823, då han övergick till kristendomen och fick tillåtelse att anta sin svärmors släktnamn Palgrave. Han blev 1827 advokat, sysslade som sådan främst med genealogiska tvister och bedrev omfattande antikvariska och genealogiska studier. Palgrave utgav åren 1827-37 för arkivkommissionens räkning flera stora aktsamlingar (Parliamentary Writs, Rotuli curiae regis med flera), erhöll 1832 knightvärdighet och var från 1838 till sin död vice riksarkivarie. I The rise and progress of the english commonwealth (2 band, 1832) gav han en översiktlig framställning av medeltida engelska statsinstitutioner, och genom History of the Anglo-saxons (1831; 6:e upplagan 1887) samt History of Normandy and England (4 band, 1851-64; går till 1101) bidrog han kraftigt att popularisera kännedomen om den äldre engelska medeltidshistorien.